# Henry Clay
Henry Clay (condado de Hanover, Virginia; 12 de abril de 1777-Washington D. C., 29 de junio de 1852) fue un estadista y político estadounidense.

## Biografía
De 1804 a 1809 fue miembro de la legislatura de Kentucky, en 1806 y en 1809, participó en el Senado de los Estados Unidos. En 1810 consiguió ser miembro de la Cámara de Representantes. Clay fue uno de los más fieros defensores de la guerra entre EE. UU. y el Reino Unido, y tras la derrota, negoció la paz en los acuerdos de Gante (24 de diciembre de 1814). Presidente del Congreso en diversas ocasiones, promocionó el proteccionismo y se interesó por fortalecer los medios económicos de EE. UU. Fue el creador del Compromiso de Misuri, por lo que recibió el apodo del Gran Pacificador.
Junto con John Quincy Adams y Daniel Webster, coordinó el Partido Nacional Republicano o Partido Whig. Este partido era la gran alternativa al Partido Demócrata de Andrew Jackson. Fue candidato a la presidencia en diversas ocasiones, e incluso en la campaña de 1832 consiguió ser un serio rival de Jackson. Pese a sus dotes de orador y de ser muy popular, Clay nunca fue elegido para presidente.
- Datos: Q319630
- Multimedia: Henry Clay / Q319630